# Электролёт Лодыгина
Электролёт Лодыгина — летательный аппарат вертикального взлёта, разработанный российским учёным Александром Лодыгиным в 1868 году. Первый в мире проект электрического вертолёта. Электролёт должен был приводиться в движение электродвигателем мощностью 300 л.с. Питание электродвигателя осуществлялось по проводам от аккумуляторов, которые должны были находиться на земле. Лодыгин получил от правительства Франции деньги на постройку электролёта и приступил к его постройке, однако из-за поражения Франции в франко-прусской войне проект не был закончен. 

## Конструкция и история создания
Конструкция электролёта представляла собой горизонтально расположенный продолговатый цилиндр с конусом спереди и полусферой сзади. Несущий винт располагался на боковой поверхности цилиндра. Он имел две лопасти размером 10 на 1,2 м каждая. Для изменения высоты полёта имелся особый механизм, который менял угол установки лопастей. Второй винт для управления аппаратом тоже имел две лопасти и крепился к полусфере. По другой версии электролёт представлял собой вертикальный цилиндр, и основной винт крепился над конусом.
Электролёт должен был приводиться в движение электродвигателем мощностью 300 л.с., питаемым по проводам от аккумуляторов на земле. В качестве основного материала для изготовления аппарата было решено применять железо. Вес электролёта должен был составлять 8200 кг. Для освещения во время ночных полётов предполагалось использовать лампочки накаливания.
Лодыгин отправил свой проект на рассмотрение в Главное инженерное управление военного министерства, однако правительство России отказалось выделять деньги на постройку. Тогда Лодыгин решил обратиться к правительству Франции. Он предложил использовать электролёт как оружие для войны с Пруссией. По замыслу изобретателя электролёт мог применяться для воздушной разведки, стрельбы и бомбометания. Комитет по национальной обороне Франции выделил на постройку аппарата 50 000 франков. С помощью своих друзей Лодыгин смог собрать 98 рублей на билет до Парижа. Однако во время проезда через Германию у него украли чемодан с чертежами, а во время его прибытия в Париж он был арестован полицией как немецкий шпион. Однако вскоре его освободили, и он смог восстановить свои чертежи по памяти. В восстановлении чертежей ему также помогал командир бригады аэронавтов Феликс Турнашон. Лодыгину пришлось устроиться работать слесарем, чтобы расплатиться за жильё в Париже. Из-за поражения Франции в франко-прусской войне строительство электролёта было свёрнуто, и Лодыгину пришлось вернуться в Петербург.
После неудачи с постройкой «электролёта» Лодыгин на 40 лет забросил идею о постройке летательных аппаратов. Лишь в 1914 году, когда началась Первая мировая война, он разработал проект электрического цикложира и снова обратился к российскому правительству за деньгами, однако этот проект так и не был реализован.